# Дин Хунцзе
Дин Хунцзе (род. 30 января 2002 года) — китайский тяжелоатлет, выступающий в весовых категориях до 61 и до 67 кг. Бронзовый призёр чемпионата мира 2023 года.

## Карьера
Дебютировал на чемпионате мира 2022 года, который состоялся в Боготе. В весовой категории до 67 кг стал семнадцатым. Его результат по сумме двух упражнений составил 290 кг. 
В 2023 году на чемпионате Азии в Южной Корее в категории до 67 кг занял итоговое четвёртое место с результатом 305 кг. 
В Саудовской Аравии, где состоялся чемпионат мира по тяжёлой атлетике 2023 года, китайский спортсмен в категории до 61 кг, выступая в финале В, завоевал бронзовую медаль чемпионата мира с результатом 301 кг по сумме двух упражнений. Примечательно, что в двух упражнениях он становился только четвёртым. 

## Спортивные результаты
| Год  | Соревнование   | Место проведения | Весовая категория | Рывок  | Толчок | Сумма двоеборья | Место |
| 2023 | Чемпионат мира | Эр-Рияд          | до 61 кг          | 135 кг | 166 кг | 301 кг          | 3     |